# Nawrocko
Nawrocko (niem. Liebenfelde) – wieś w Polsce, położona w województwie zachodniopomorskim, w powiecie myśliborskim, w gminie Myślibórz.
W latach 1954–1968 wieś należała i była siedzibą władz gromady Nawrocko, po jej zniesieniu w gromadzie Myślibórz. W latach 1975–1998 wieś administracyjnie należała do województwa gorzowskiego.
| SIMC    | Nazwa | Rodzaj  |
| ------- | ----- | ------- |
| 0184738 | Iłowo | kolonia |

## Zabytki
- kościół z XVIII w., nr rej. A-638[5], z wieżą nakrytą hełmem ostrosłupowym, z przylegającą obok kruchtą, która optycznie wydłuża nawę[potrzebny przypis]; kościół filialny pw. Wniebowzięcia Najświętszej Marii Panny rzymskokatolickiej parafii pw. Świętego Krzyża w Myśliborzu, dawniej kościół ewangelicki[5][6][7];
- przykościelny cmentarz, nr rej. A-638[5];
- park dworski, nr rej. A-706[5], z okazami starodrzewia[8].